# Feldjägerkorps

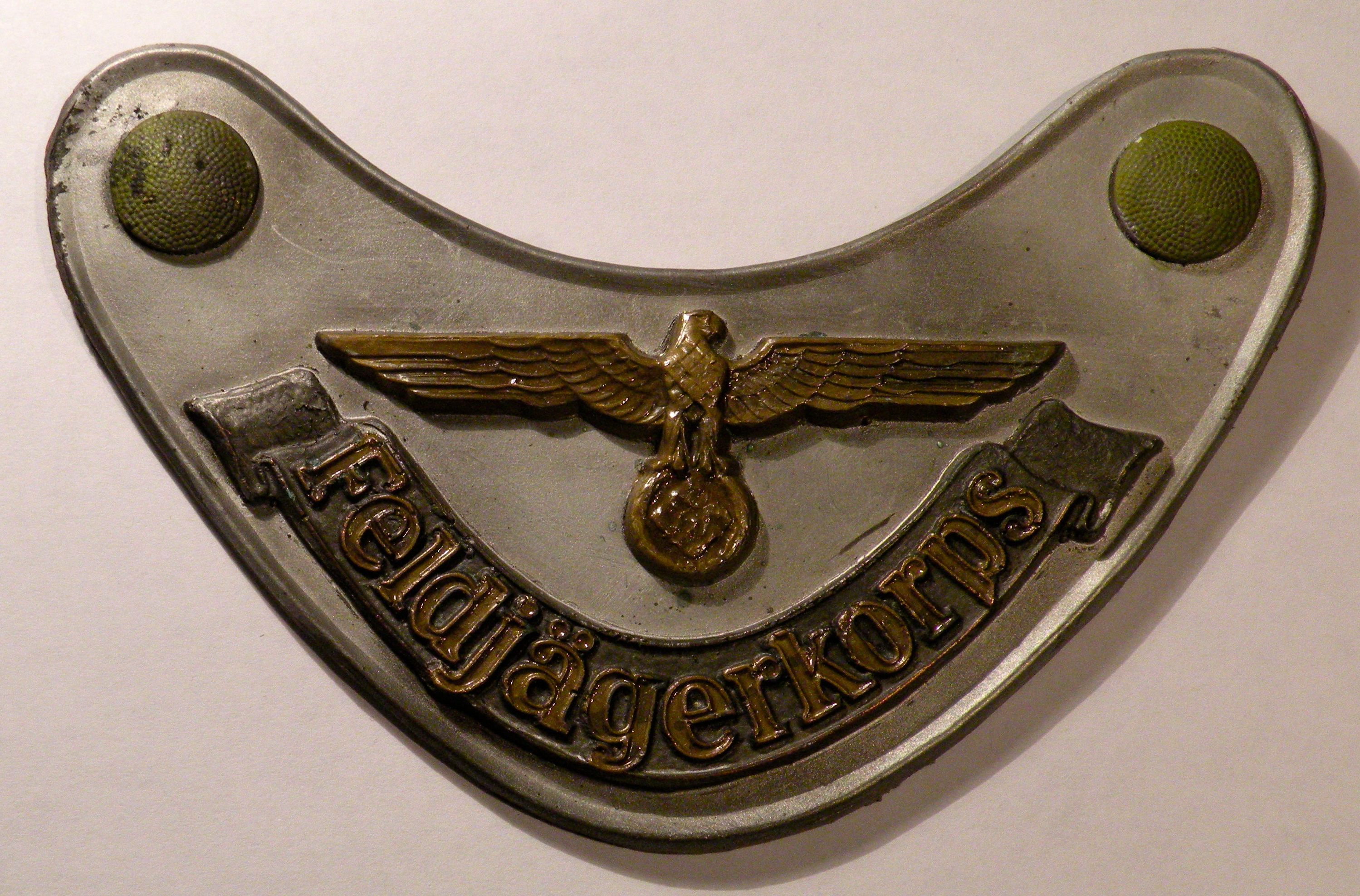
Hausse-col de la Feldjägerkorps

Le Feldjägerkorps était une unité de police militaire de l'armée allemande durant la Seconde Guerre mondiale.

## Historique
Il fut créé le 27 novembre 1943 avec des combattants expérimentés, notamment issus du service des patrouilles.

## Organisation
Ce corps a été constitué en trois commandements des Feldjäger (I, II et III) qui rendaient compte directement au commandant en chef de l'armée allemande, le Generalfeldmarschall Keitel, et étaient hiérarchiquement situés au-dessus des autres unités de police militaire.
Chaque Feldjägerkommandeur contrôlait un bataillon de  Feldjäger (FJ) (un régiment à partir du 24 avril 1944) avec cinq compagnies, composées chacune de trente officiers et quatre-vingts sous-officiers.
Ces compagnies étaient divisées en trente patrouilles, qui étaient stationnées vingt kilomètres en arrière des lignes de front. Ces patrouilles avaient la réputation d'être très dures avec la discipline, l'application des peines passant parfois par des exécutions sommaires.
Elles étaient soutenues par le Streifkorps (corps des patrouilles) organisé en sections de un sous-officier supérieur et neuf hommes de troupe.

## Uniforme
Les Feldjäger portent le même uniforme qu’un soldat d’infanterie, avec le blanc comme Waffenfarbe, c’est-à-dire couleur d’arme, qui se retrouve sur les passepoils des épaulettes et des couvres-chef, ainsi que comme fond des insignes de col. Le principal signe distinctif est le Ringkragen, ou hausse-col, qui joue le rôle de badge et n’est porté qu’en service pour des missions de police. Il prend la forme d’un croissant en métal peint en gris clair, sur lequel se trouve au centre un aigle de la Wehrmacht de couleur jaune, au-dessus d’un phylactère gris foncé portant la mention Feldjäger. La plaque est portée autour du cou avec une chaîne.
Les autres insignes permettant l’identification des Feldjäger sont une bande rouge au bas de la manche gauche portant l’inscription Oberkommando der Wehrmacht / Feldjäger et les lettres FJ sur les passants des épaulettes, brodées pour les hommes du rang, en métal blanc pour les sous-officiers et en métal doré pour les officiers ; ce dernier insigne ne semble toutefois pas avoir été régulièrement porté.